# Mostotrest
Mostotrest (russisch Мостотрест) ist eine russische Unternehmensgruppe der Bauwirtschaft. Schwerpunkt der Aktivitäten ist der Bereich Verkehrsinfrastruktur, vor allem Bau und Unterhalt von Straßen, Schienenwegen, Tunnels und Brücken. Im Brückenbau ist Mostotrest in der Russischen Föderation marktführend. 
Mostotrest wurde 1930 gegründet, hat seinen Hauptsitz in Moskau, heute die Rechtsform einer öffentlichen Aktiengesellschaft (PJSC) und beschäftigte Ende 2014 mehr als 25.000 Mitarbeiter. Der Umsatz der Gruppe erreichte im Geschäftsjahr 2012 123,7 Milliarden Rubel. CEO der Unternehmensgruppe ist Evgeny Chibyshev. Langjähriger Chefingenieur war Alexander Ostrowski. Das Unternehmen ist im RTS-Index an der Börse Moskau gelistet.